# بمباران دقیق
بمباران دقیق تلاش برای بمباران هوایی یک هدف با درجه‌ای از دقت است که با هدف به حداکثر رساندن آسیب به هدف یا محدود کردن تلفات جانبی انجام می‌شود. همتای استراتژیک آن بمباران اشباع است. یک مثال می‌تواند تخریب یک ساختمان واحد در یک منطقه ساخته شده باشد که کمترین آسیب را به محیط اطراف وارد می‌کند. بمباران دقیق در ابتدا توسط متفقین جنگ جهانی اول و قدرت‌های مرکزی در طول جنگ جهانی اول آزمایش شد، اما مشخص شد که این بمباران بی‌اثر است زیرا این فناوری امکان دقت کافی را نمی‌دهد؛ بنابراین، نیروی هواییها به بمباران منطقه روی آوردند که غیرنظامیان را کشت.
از زمان جنگ، توسعه و به‌کارگیری بمب‌های هدایت‌شوندهه دقت بمباران هوایی را به میزان زیادی افزایش داده است. از آنجا که دقت حاصل در بمباران به فناوری موجود وابسته است، «دقت» بمباران دقیق به دوره زمانی بستگی دارد.
دقت همیشه به عنوان یک ویژگی مهم توسعه سلاح شناخته شده است. نظریه‌پرداز، استراتژیست و مورخ نظامی مشهور سرلشکر جی. اف. سی. فولر، «دقت هدف» را یکی از پنج ویژگی قابل تشخیص سلاح، همراه با برد عمل، قدرت ضربه، حجم آتش و قابلیت حمل می‌دانست.